# دهسه، قنا
دهسه (به عربی: الدهسة)، روستایی از توابع فرشوط در استان قنا و کشور مصر است.

## جمعیت
براساس سرشماری سال ۲۰۰۶ مصر، جمعیت آن ۱۲۹۵۳ نفر(۶۵۵۵ مرد و  ۶۳۹۸ زن) بوده‌است.